# Tule Springs Fossil Beds National Monument
Le Tule Springs Fossil Beds National Monument est un monument national américain désigné comme tel par le président des États-Unis Barack Obama en 2014. Il protège les découvertes paléontologiques de l'ère glaciaire dans le comté de Clark, au Nevada. Le monument de 9 170 ha est administré par le National Park Service. Le monument national est situé dans l’Upper Las Vegas Wash et protège une partie de l'écosystème désertique des Tule Springs.

## Paléontologie
Les études paléontologiques ont commencé à Tule Springs en 1933 lorsque les os d’un mammouth de Colomb ont été découverts par des carriers. D’autres fossiles trouvés sur le site comprennent des Camelops, des paresseux terrestres, des loups sinistres (Canis dirus), des Teratornis, des Smilodon fatalis et des lions d’Amérique (Panthera atrox), et vont de 7 000 à 250 000 ans,,.